# Elizabeth Ann Smith Whitney
Elizabeth Ann Smith Whitney (ur. 26 grudnia 1800 w Derby, zm. 15 lutego 1882 w Salt Lake City) – żona Newela K. Whitneya, jedna z postaci wczesnej historii ruchu świętych w dniach ostatnich (mormonów).

## Życiorys
Urodziła się w Derby w stanie Connecticut jako córka Gibsona Smitha i Polly Bradley. W 1819 przeniosła się do Ohio. 20 października 1822 w Kirtland poślubiła Newela K. Whitneya. Krótko później związała się z reformowanymi baptystami (późniejszymi Uczniami Chrystusa). Nie należała jednakże formalnie do żadnej denominacji, określała się mianem naturalnie religijnej. Chętnie eksperymentowała przy tym z różnymi grupami wyznaniowymi. Zetknęła się z niedawno zorganizowanym Kościołem Jezusa Chrystusa Świętych w Dniach Ostatnich i ostatecznie została członkiem tej wspólnoty religijnej. Ochrzczona została w listopadzie 1830 przez misjonarzy wysłanych do pracy na Terytorium Indiańskim. 14 września 1835 otrzymała z rąk Josepha Smitha seniora swoje błogosławieństwo patriarchalne w częściowo wykończonej świątyni mormońskiej w Kirtland. Tuż po ceremonii zaczęła przemawiać w językach. Jej słowa zinterpretował obecny na miejscu Parley P. Pratt. Tak powstały tekst został zapisany następnie przez anonimowego skrybę. Złożył się w pieśń o Adam-ondi-Ahman, kluczowym miejscu w teologii świętych w dniach ostatnich. Opublikowana później na łamach "Woman’s Exponent", pieśń owa zdradza podobieństwa do cenionego mormońskiego hymnu pióra Williama W. Phelpsa. 
Whitney opuściła Kirtland z zamiarem dołączenia do współwyznawców osiedlających się w Far West w Missouri jesienią 1838, po dotarciu do St. Louis dowiedziała się wszakże o mormońskiej przymusowej migracji z tegoż właśnie stanu. Zimę na przełomie 1838 i 1839 spędziła w Carrollton w Illinois, przebywała następnie w Quincy (1839-1840), by w końcu osiąść w Commerce (późniejszym Nauvoo, wiosna 1840). Miasto to wkrótce stało się centrum organizacyjnym mormonizmu.
Włączyła się w działalność afiliowanego przy Kościele Stowarzyszenia Pomocy, została powołana w skład jego prezydium jako doradczyni (17 marca 1842).  Dołączyła do kolejnej fali mormońskiej migracji i w lutym 1846 dotarła do Winter Quarters w dzisiejszej Nebrasce. Brała również udział w masowej migracji członków Kościoła na terytorium obecnego Utah. Do doliny Wielkiego Jeziora Słonego dotarła 24 września 1848. Owdowiała w 1850. Ponownie włączona do prezydium Stowarzyszenia Pomocy, była drugą doradczynią prezydent Elizy R. Snow (1880-1882). Zmarła w Salt Lake City. Poza istotną rolą, którą odegrała w swojej wspólnocie religijnej w pierwszych dekadach jej istnienia, znana była również z talentu muzycznego. 
Jedna z najbardziej cenionych mormońskich kobiet swoich czasów, nazywana była przez członków Kościoła Matką Whitney. Przez wiele lat posługiwała w Endowment House, budynku w Salt Lake City wykorzystywanym przez świętych w dniach ostatnich do odprawiania ceremonii związanych z obrzędami świątynnymi przed wzniesieniem w Utah pierwszych świątyń mormońskich. Miała otrzymać dar śpiewu w języku Adamowym, wraz z obietnicą, że nigdy go nie utraci, jeśli pozostanie wierna Kościołowi. Rok przed śmiercią po raz ostatni zaśpiewała w nim dla grupy przyjaciół, wykorzystując w ten sposób ów duchowy dar po raz ostatni. Przyjmuje się zazwyczaj, że jest jedną z kilku zaledwie osób której prawdopodobnie objawiono niektóre słowa w tym właśnie języku.
Połączona wieczyście ze swoim mężem w obrzędzie pieczętowania, podczas drugiej w historii Kościoła ceremonii tego typu, która odbyła się 21 sierpnia 1842. Włączona w skład Namaszczonego Kworum, utworzonego przez Josepha Smitha, twórcę ruchu świętych w dniach ostatnich oraz prezydenta Kościoła. Jako jedna z siedemnastu kobiet otrzymała drugie namaszczenie za życia Smitha, w obrzędzie zarezerwowanym wówczas dla mormońskich przywódców oraz niektórych z ich małżonek (27 października 1843). Jako jedna z pierwszych kobiet w Nauvoo wzięła również udział w ceremonii obdarowania (8 października 1843).